# معهد الطب البيئي
معهد الطب البيئي ( IEM ) هو شريك لجامعة باريس 8 ، ومعهد IMASSA (معهد الجيش الفرنسي لطب الفضاء) و «الهندسة المعمارية والتنمية» (سونيا كورتيس). تم إنشاؤه عام 1987 في باريس وأطلقه جاك فرادين ، ويتألف من فريق من علماء الأعصاب وعلماء باحثين. وIEM على حد سواء مخصص لعلم الأعصاب والبحوث والاستشارات ، وذلك بهدف تقديم الموارد الخاصة بـ علم الأعصاب والعلوم السلوكية للهيئات الاقتصادية والمؤسسية والاجتماعية، وكل هذا في إطار التنمية المستدامة . IEM هي شركة فرنسية شريكة في OSEO .